# Suddenly Susan
Suddenly Susan is een Amerikaanse komedieserie die op de Amerikaanse televisie werd uitgezonden van 1996 tot 2000.
De serie is gesitueerd in San Francisco en volgt het leven van Susan Keane (Brooke Shields), een medewerker bij het fictieve magazine The Gate. Op haar trouwdag realiseert Keane dat zij en haar verloofde, Kip, niet voor elkaar zijn bestemd. Ze besluit het huwelijk af te zeggen en hervat haar oude werk als redacteur bij The Gate. Daar begint ze aan "Suddenly Susan", een column over haar leven als single.
De serie werd in Nederland door Net5 uitgezonden.

## Rolverdeling
| Acteur           | Personage          |
| ---------------- | ------------------ |
| Brooke Shields   | Susan Keane        |
| Nestor Carbonell | Luis Rivera        |
| Kathy Griffin    | Vicki Groener      |
| Barbara Barrie   | Helen "Nana" Keane |
| Judd Nelson      | Jack Richmond      |
| Andrea Bendewald | Maddy Piper        |
| David Strickland | Todd Styles        |